# 緑の黙示録
『緑の黙示録』(みどりのもくしろく)は、岡崎二郎による漫画作品。全4話が「月刊アフタヌーン」の2001年3月号，2001年11月号，2002年7月号，2003年2月号に掲載された。単行本は全1巻が発行されている。
各話の末尾には内容に関連する参考資料が提示されている。

## あらすじ
第1話 ウパス
山之辺美由は小さな頃、父親が「ひのきじいさん」と話しをしているのを見て、自分もおはようと挨拶するが全然返事はない。父親はゆっくり時間をかけなければならないと教える。高校生になった美由は、植物と話せるようになる。篠原先生は美由の能力をうらやましがる。美由は森山教授のいるK大進学を切望しているが、家庭教師役の克也の評価はとても厳しいというものである。
校内の温室内にあるウパスの木の下で、評判の悪い先生が心臓発作で死亡しているのが発見される。美由は、篠原が揮発性の植物ホルモンを使用し、ウパスから心臓に強く作用するアンチアリン配糖体を大量に放出させたのではないかと問い詰める。篠原はウパスに指令を出し、美由たちは温室内で倒れるが、篠原は2人を救出し救急車を呼ぶ。冬が始まる頃、帰宅すると克也とあこがれの森山教授が待っている。森山教授は美由とひとしきり植物談義を交わし、彼女の植物に関する知見を知り、もう少し内申書の成績を上げることを条件にK大の推薦入学を約束してくれる。
第2話 ケヤキ
篠原の家の近くにはすばらしい自然の森がある。ある日、美由は「山丈」と呼ばれる男性に出会い、彼が開発の中断で荒れ地になった土地を30年間をかけて、自然の森に近い形で再生したことを聞かされる。美由はケヤキの老木の話しを聞き、以前の開発で枝を半分を伐られ、山丈に助けられたのでとても信頼していることを知る。しかし、県は森をリゾート開発することを決定し、唐突に開発工事が始まる。山丈は「人間は何度でも同じ過ちを繰り返す。お前さんは樹木から憎悪を感じたことはないか」と美由に訊く。その夜、山丈はケヤキの老木に向かって大声で叫ぶと、ケヤキは一晩で枯れてしまう。森山教授は「音は植物にとっては生長への良い刺激にもなるが、ときには凶器にもなる」と語る。
第3話 ブナ
美由はK大に入学することはできたが、基礎学力の不足を補うのに苦労する。春休みに美由は朝日連峰の近くにあるY大の演習林を見に行く。雨宮は「アカゲラの森」にある大蛇神のブナと呼ばれる老木に案内する。この老木の話を聞いた美由は、山丈の言っていた「憎悪」を感じてたじろぐ。雨宮は美由にアカゲラの森と大蛇の化身についての言い伝えを話す。ある日、アカゲラの森に異変が起き、鳥たちがバタバタと木から落ち、人も倒れる。2人はテレビニュースでアカゲラの森での異変を知る。美由が規制線の外にあるブナの木の話を聞くと、大蛇神のブナと同じ憎しみが伝わってくる。
美由は数種類の木の枝を折り、克也に泣きついてK大で分析をしてもらう。結果はテンペルが通常の500倍、タンニンが通常の1000倍も検出され、高濃度のフィトンチッドによる中毒の可能性が出てきた。美由は刑務所に収監されている篠原に相談する。美由は大蛇神のブナに懸命に語りかけるが効果はないので、篠原が調合した「危険は去った、平静に戻れ」と命令する植物ホルモンを使用して沈静化する。美由はブナの森から立ち上る青い大蛇を見る。それは、ブナから立ち上る揮発性有機物質の微粒子が、青い光をより強く散乱させる現象である。
第4話 サクラ
住宅開発の現場で作業員がガス中毒になる事件が相次ぐ。美由が「けやきじいさん」に大蛇神のブナが人間に向けた憎悪についてたずねても、いつものように包み込むような暖かさが返ってくるだけである。父親から木の伐採中にガスで倒れる事件を聞いて、植物の反乱が頭をよぎる。美由が現地を訪ねると、周辺の樹木は若く、一番大きな木に話しかけても反応はない。美由は美輪家に桜の古木があるのに気が付き、インターフォンから木を見たいと話す。若い女性は美由のことを知っていた。桜の古木を見せてもらい、古木がその女性をとても愛していることが分かる。
森山教授はブナの意識が森全体に広がるのは不思議であり、何が森の樹木をつないでいるんのだろうと疑問を投げかける。教授は地面を掘り、樹木の根が大きな広がりをもつことを示し、一つの仮説として異なる樹木の根が癒合することをあげる。美輪家を見張っていると、女性が桜の木と会話するとガスが発生し作業員が倒れる。美由は女性に桜の木を使って人を傷つけることは止めるよう話す。女性はこの町の緑がはぎ取られるのはたまらないと答える。町中の樹木がネットワークを介して毒をまき散らす事態になるが、「けやきじいさん」がネットワークを通じて、毒の放出を止めてくれる。

## 登場人物
山之辺　美由(やまのべ　みゆ)
本作品の主人公。初登場時は高校3年生。子どもの頃、父親から植物と話せることを教わり植物と話せるようになる。推薦入学でK大に進む。
篠原（しのはら）
美由の通う高校の教師。植物に詳しく、ほとんど一人で倉庫を改造して温室を作る。
唐沢　克也（からさわ　かつや）
美由の従兄弟。K大理学部3年生。美由の勉強を見てくれるが、K大は難しいとはっきり言う。
森山（もりやま）
K大教授、美由は彼の本に感動し、そこで学びたいと切望する。
山丈（やまじょう）
名前も素性も分からない。植物に関する深い知識をもち、30年かけて荒れ地を森を再生する。
雨宮（あまみや）
森山の教え子。Y大の演習林で森林環境の研究をしている。
美輪（みわ）
桜の古木と話すことができる。周囲の樹木の伐採を止めるため植物由来物資で中毒を起こさせる。

## 書誌情報
- 岡崎二郎『緑の黙示録』講談社、〈アフターヌーンKC〉、全3巻。
  - 2003年3月20日第1刷発行、ISBN 4-06-314317-1[2][3]。

## 作品中に提示された参考資料
- 第1話　「植物たちの秘密の言葉」、ジャンヌ・マリー・ベルト（工作舎）
- 第1話　「植物の世界89　ウパス」、堀田満（朝日新聞社）
- 第2話　「植物たちの秘密の言葉」、ジャンヌ・マリー・ベルト（工作舎）
- 第2話　「動く植物」、P.サイモンズ（八坂書房）
- 第3話　「アラスカ物語」、新田次郎（新潮文庫）
- 第3話　「植物の不思議な力＝フィトンチッド」、B.P.トーキン／神山恵三（講談社ブルーバックス）
- 第4話　「樹木学」、ピーター・トーマス（築地書館）